# Papradno
Papradno es un municipio del distrito de Považská Bystrica en la región de Trenčín, Eslovaquia, con una población estimada a final del año 2024 de 2357 habitantes.
Se encuentra ubicado al norte de la región, cerca del río Váh (cuenca hidrográfica del Danubio) y de la frontera con República Checa y con la región de Žilina.

## Demografía
| Año        | 1994 | 2004    | 2014    | 2024    |
| ---------- | ---- | ------- | ------- | ------- |
| Población  | 2724 | 2540    | 2543    | 2357    |
| Diferencia |      | −6,75 % | +0,11 % | −7,31 % |

| Año        | 2023 | 2024    |
| ---------- | ---- | ------- |
| Población  | 2394 | 2357    |
| Diferencia |      | −1,54 % |